# Akbay
Akbay ist ein türkischer männlicher Vorname und Familienname mit der Bedeutung „ein ehrlicher Reicher“. Der Name ist gebildet aus den Elementen ak (weiß; rein, unbefleckt) und bay (Herr) mit der wörtlichen Bedeutung „ein weißer, d. h. unbefleckter Herr“.

## Namensträger

### Familienname
- Ercan Akbay (* 1959), türkischer Musiker, Maler und Schriftsteller
- Hamit Akbay (* 1900), türkischer Fußballtorhüter
- Ismail Akbay (1930–2003), türkischer Physiker und NASA-Mitarbeiter
- Nihat Akbay (1945–2020), türkischer Fußballspieler
- Onur Akbay (* 1986), türkischer Fußballspieler